# 卡尔托哈尔
卡尔托哈尔，是西班牙卡斯蒂利亚-莱昂索里亚省的一个市镇。总面积84平方公里，总人口118人（2001年），人口密度1人/平方公里。